# Bothrioneuron iris
Bothrioneuron iris är en ringmaskart som beskrevs av Frank Evers Beddard 1901. Bothrioneuron iris ingår i släktet Bothrioneuron, och familjen glattmaskar. Inga underarter finns listade.